# نیکولایفکا (شهرستان زیسکی، استان آمور)
نیکولایفکا (به لاتین: Nikolayevka) یک منطقهٔ مسکونی در روسیه است که در استان آمور واقع شده‌است.